# Sveti Martin na Muri

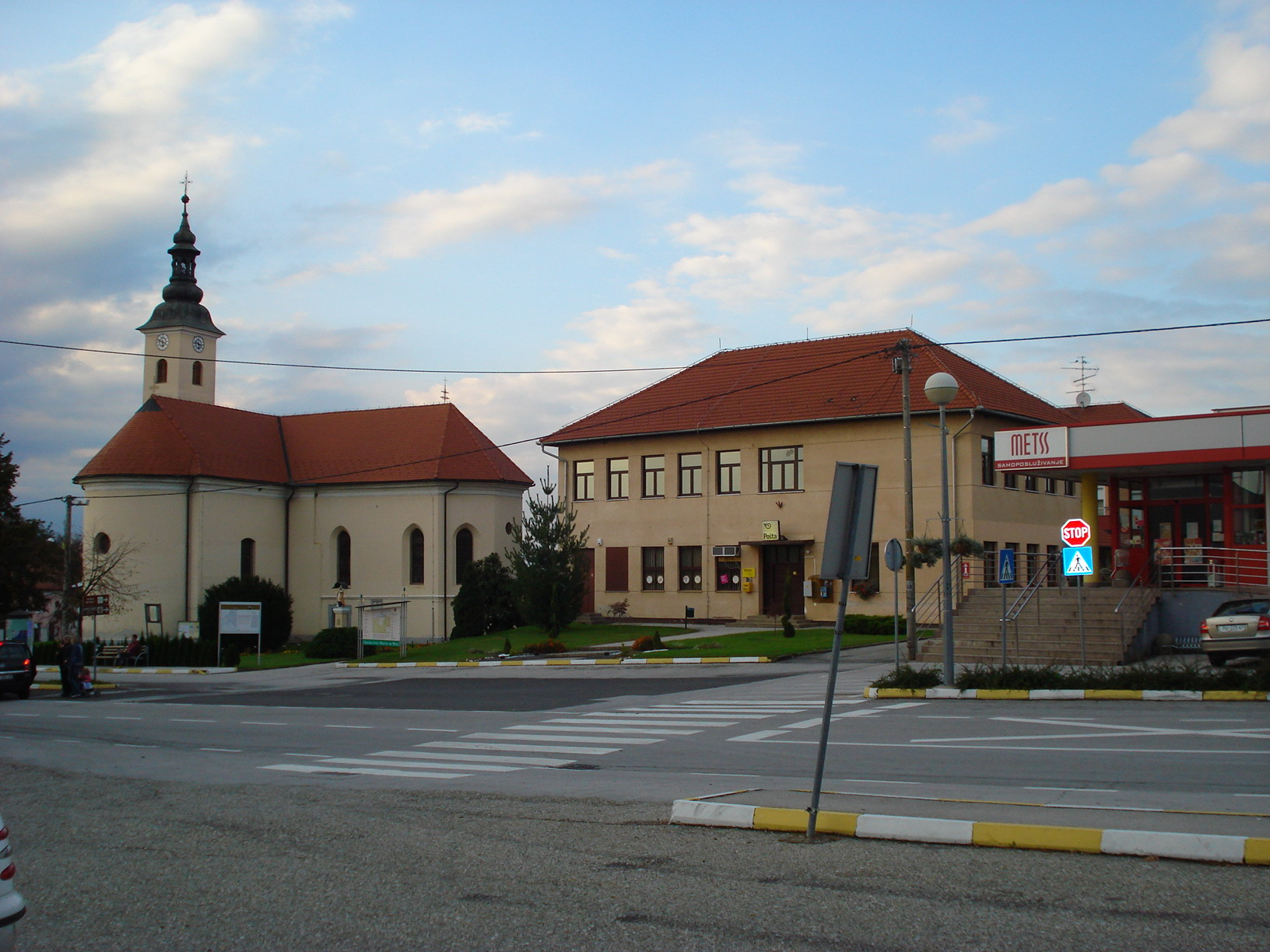

Sveti Martin na Muri est un village et une municipalité située dans le comitat de Međimurje, en Croatie. Au recensement de 2001, la municipalité comptait 2 958 habitants, dont 96,92 % de Croates et le village seul comptait 502 habitants.

## Localités
La municipalité de Sveti Martin na Muri compte 13 localités :
- Brezovec
- Čestijanec
- Gornji Koncovčak
- Gradiščak
- Grkaveščak
- Jurovčak
- Jurovec
- Kapelščak
- Lapšina
- Marof
- Sveti Martin na Muri
- Vrhovljan
- Žabnik